# Цкен
Цкен (лезг. ЦкӀен, Цкӏан) — это вкусный и сытный пирог лезгинской национальной кухни. Играет большую роль в обрядовой еде народов Южного Дагестана. У табасаранцев называется «цӏикаб», у агульцев «кукалай», «цӏикав», у лезгин кроме «цкӀен» также имеет название «ачӏурай фу».

## Приготовление
Цкен готовят из мякоти баранины курдючного сала. К нему добавляются мелко нарезанные лук, картофель и измельчённый грецкий орех. Добавляются ещё и сухой тимьян, соль и перец. Для аромата добавляются тмин и чебрец. Из готового теста делают лаваши и, помазав маслом, собирают в комки. После этого 2 комка раскатывают на лаваши. На один лаваш (более толстый) кладут баранину и закрывают другим лавашем. Цкен можно сделать с двумя и тремя слоями с тонким слоем теста между каждым. Печётся в печке или в традиционном «хьар».

## Значение
Цкен неотъемлемая часть традиционного лезгинского праздничного стола. В повседневном обиходе употребляется не столь часто. По своему составу цкен является вариацией пиццы, однако, по пропорциям больше напоминает мясной пирог.